# Pondok Cabe Ilir
Pondok Cabe Ilir is een bestuurslaag in het regentschap Tangerang Selatan van de provincie Banten, Indonesië. Pondok Cabe Ilir telt 33.026 inwoners (volkstelling 2010).